# 대우 브로엄
대우 브로엄(Daewoo Brougham)는 대우자동차(한국GM의 전신)가 1991년 10월에 출시한 준대형 승용차다. 1991년부터 1994년까지는 슈퍼 살롱/슈퍼 살롱 브로엄, 1994년부터 1996년까지는 브로엄과 1996년부터 1999년까지는 뉴 브로엄으로 시판되었다.

## 1세대

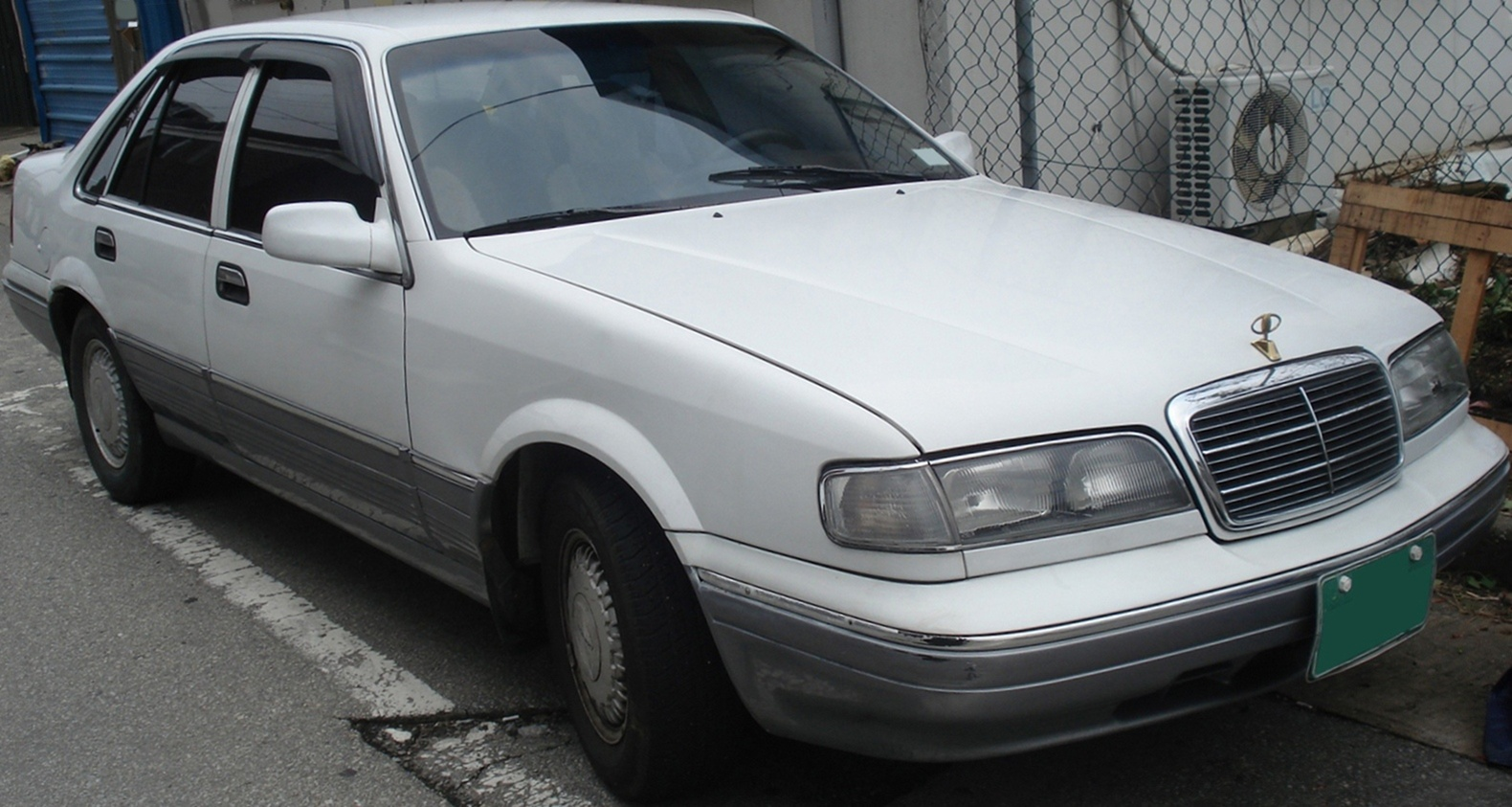
대우 브로엄 정측면

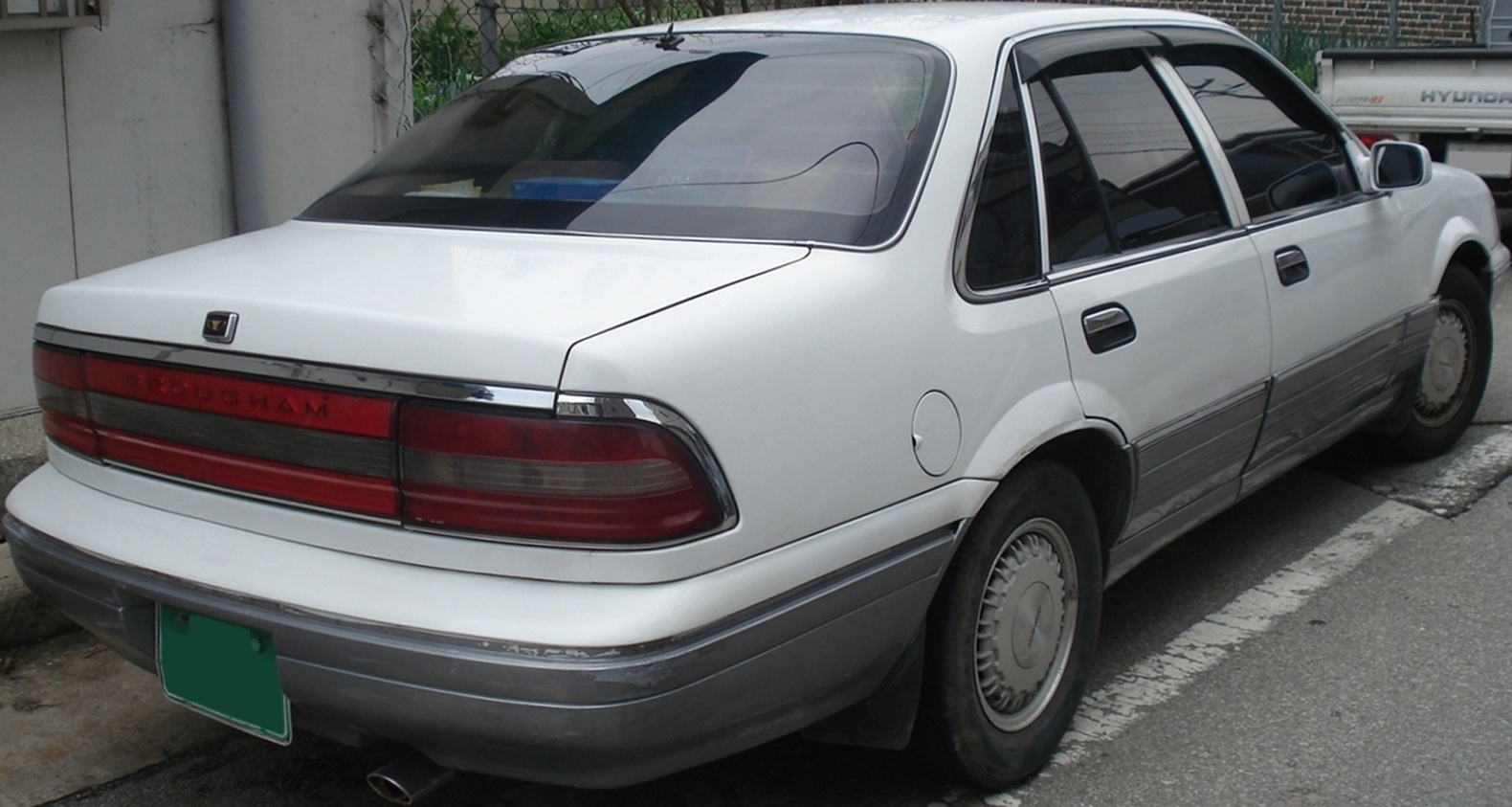
대우 브로엄 후측면

1991년 10월에 로얄 살롱과 슈퍼 살롱의 마이너 체인지 차종으로 출시되었다. 당시 로얄살롱 및 슈퍼살롱이 마이너 체인지를 거쳐 직선 형태에서 곡선 형태의 유선형 디자인으로 다듬었고, 뒷 번호판이 장착되는 위치가 트렁크에서 범퍼로 옮겨졌다. 프린스와 함께 V카 프로젝트로 개발되었으며, 로얄 시리즈의 최고급 차종인 슈퍼 살롱의 뒤를 잇는 고급 세단으로 출시되었다. 섀시는 프린스와 같이 여전히 로얄 프린스, 로얄 살롱, 슈퍼 살롱 등과 같은 오펠 레코드 E2의 섀시를 사용하였다. 데뷔 당시 차명은 슈퍼 살롱을 그대로 이어 받아 통칭은 슈퍼 살롱 브로엄이다. 프린스에 비하여 긴 보네트와 중후함을 살린 크롬 도금 라디에이터 그릴 등의 디자인 요소가 들어갔고, 후륜구동 방식을 썼다. 1993년 6월에는 파워 안테나의 위치가 조수석 앞 펜더 근처에서 운전석 뒷 펜더 근처로 옮겨졌고, 알루미늄 휠의 디자인 변경과 3.0ℓ 가솔린 엔진의 추가 등의 변화를 이룬 1993년형이 선보였다. 1994년 8월에는 1995년형이 선보이며, '중세 유럽 귀족들이 타던 마차'라는 뜻의 최고급형 트림명인 브로엄으로 차명이 변경되었다. 이어 1996년 1월에 라디에이터 그릴 디자인이 변경된 1996년형이 선보였는데 통칭은 뉴 브로엄이다. 1999년 12월에 사실상의 후속인 매그너스가 출시되면서 단종되었으며 이로써 19년동안의 로얄 살롱부터 슈퍼 살롱을 거쳐 브로엄까지의 역사는 막을 내렸다.

### 제원
| 구분                 | 3.0ℓ SOHC                                                                     | 3.5ℓ DOHC                             | 4.0ℓ DOHC                       |                                 |
| -------------------- | ----------------------------------------------------------------------------- | ------------------------------------- | ------------------------------- | ------------------------------- |
| 전장 (mm)            | 4,890                                                                         | 4,890                                 | 4,890                           |                                 |
| 전폭 (mm)            | 1,720                                                                         | 1,720                                 | 1,720                           |                                 |
| 전고 (mm)            | 1,417                                                                         | 1,417                                 | 1,417                           |                                 |
| 축거 (mm)            | 2,670                                                                         | 2,670                                 | 2,670                           |                                 |
| 윤거 (전, mm)        | 1,435                                                                         | 1,435                                 | 1,435                           |                                 |
| 윤거 (후, mm)        | 1,412                                                                         | 1,412                                 | 1,412                           |                                 |
| 승차 정원            | 5명                                                                           | 5명                                   | 5명                             |                                 |
| 변속기               | 수동 5단 자동 4단                                                             | 수동 5단 자동 4단                     | 자동6단                         | 자동6단                         |
| 서스펜션 (전/후)     | 맥퍼슨 스트럿/5링크 코일 스프링                                               | 맥퍼슨 스트럿/5링크 코일 스프링       | 맥퍼슨 스트럿/5링크 코일 스프링 | 맥퍼슨 스트럿/5링크 코일 스프링 |
| 구동 형식            | 후륜 구동                                                                     | 후륜 구동                             | 후륜 구동                       |                                 |
| 연료                 | 가솔린                                                                        | 가솔린                                | 가솔린                          |                                 |
| 배기량               | 2997                                                                          | 2997                                  | 3888                            |                                 |
| 최고 출력 (ps/rpm)   | 175/5,200                                                                     | 145/5,200 (이후 140/5,400으로 변경)   | 249/5,200                       |                                 |
| 최대 토크 (kg*m/rpm) | 28.0/2,600                                                                    | 30.1/4,200 (이후 29.7/4,000으로 변경) | 42.3/4,200                      |                                 |
| 연비 (km/ℓ)          | 12.29(수동 5단)/ 10.44(자동 4단) (이후 12.3(수동 5단)/ 10.4(자동 4단)로 변경) | 12.4(수동 5단)/ 11.5(자동 4단)        | 11.5(자동 4단)                  |                                 |